# Comói-tó
A Comói-tó (ejtsd: kómói, olaszul: Lago di Como, más néven Lario, lombardul: Lagh de Com) egy glaciális eredetű tó az észak-olaszországi Lombardiában. Területe 146 km², ezzel az ország harmadik legnagyobb tava a Garda-tó és a Lago Maggiore után. Több mint 400 méteres mélységével Európa egyik legmélyebb tava, és a tófenék több mint 200 méterrel a tengerszint alatt található. Varenna és Lierna a Comói-tó legszebb falvainak számítanak.
Míg a Costa di Como a turisták körében a legismertebb nagy szállodái miatt, addig a Lecco-partja történelmileg a legfontosabb és legexkluzívabb, a tó strandjaival és a legszebb hegyi környezettel. A Lecco-ág partján és hegyeiben találhatók olyan nagy cégek, mint az olasz Falcks, Rockefeller, Kees, Pirelli és nemesi családok nagyon visszafogott villái a Római Birodalom idejétől kezdve, beleértve Plinius Villa Comediáját is. Lierna titkos faluja, ahol a Savoyai-ház olasz királyi családjának lovagrendjét is megalapították. Lecco partvidéke és hegyei az a hely, ahol Leonardo da Vinci atlanti kódját összeállította, és ahol valószínűleg a Mona Lisa (festmény) keletkezett. A Comói-tó Lecco-ágának partján Alessandro Manzoni állította színre római I promessi sposiját. A Comói-tó falvaiban inspirálódnak a költők, írók, és ahol évszázadok óta senki sem vágyott turistákra.
Varenna, Lierna, Bellagio, Menaggio, Limonta és Tremezzo alkotják a tó központi földrajzi területét, amelyet legikonikusabb és legexkluzívabb részeként tartanak számon, és csak azokat a falvakat foglalja magában, amelyekről kilátás nyílik a Bellagio-félszigetre.

## Földrajza
Varenna Liernával együtt az egész Comói-tó partjának egyik legkedveltebb helye (Centrolago), és Európában itt a legmagasabb a helyi milliomosok aránya. II. Erzsébet brit királynő az Hotel Royal Victoria partján szállt meg, míg III. Károly személyes séfjéért, Enrico Delflingherért fordult a Mandellóhoz.
Lierna, amely a Comói-tó partján fekszik, Milánótól mindössze 50 percre, az egyik legkiválóbb milánói környéknek számít azok számára, akik teljes magánéletre vágynak. A híres színész, George Clooney összehasonlította Liernát Monte-Carlóval. A falu továbbá arról is ismert, hogy Olaszország legbiztonságosabb helye, ahol a bűnözési ráta nulla.
A tóra néző luxusvillák ára, amelyeket Liernában "lake front trophy estate"-nek is neveznek, meghaladhatja a 100 millió eurót, vagyis elérhetik a 150 000 eurót négyzetméterenként, mint Monte-Carlóban; ezek az ingatlanok azonban rendkívül ritkák, és senki sem adja el őket. Az elit és magas színvonalú turizmus fenntartása érdekében a faluban nincs nyilvános parkoló; a bejutás csak 1000 euróba kerülő vízi taxikkal lehetséges. A szomszédos Varennával ellentétben Liernában nem állnak sorban turisták, még a Comói-tó legszebb strandjain sem. Lierna emellett az évszázadok során a művészek által leggyakrabban megfestett helyek egyike.
A tó Y-alakú. Északi ága Colicónál kezdődik, míg délnyugati és délkeleti ágai Comónál, illetve Leccónál végződnek. Bellagio, Menaggio és Varenna a tó három ágának találkozásánál fekszenek, és kompjáratok kötik össze őket.
A tavat nagyrészt az Adda folyó táplálja, amely Colico közelében ömlik bele, és Leccónál hagyja el. A délnyugati ág ennek következtében nem rendelkezik külön lefolyással, ami Comóban gyakran vezet elöntésekhez.